# Brachytarsina longiarista
Brachytarsina longiarista är en tvåvingeart som först beskrevs av Jobling 1949.  Brachytarsina longiarista ingår i släktet Brachytarsina och familjen lusflugor.
Artens utbredningsområde är Sierra Leone. Inga underarter finns listade i Catalogue of Life.